# Dunkeld
Dunkeld – miasto w Szkocji, w Perth and Kinross. Leży nad rzeką Tay, 24 km od miasta Perth. W 2019 roku miasto liczyła 1360 mieszkańców (w tym Birnam). W 1704 roku stał się burgh. Ma katedrę.